# 王闫乡
王闫乡是中国陕西省商洛市山阳县下辖的一个乡。

## 行政区划
王闫乡下辖以下行政区：
丰川村、双河村、石垭子村、口头坪村、黄石关村、冻子沟村